# Авторское право в Таджикистане
Авторское право в Таджикистане регулируется законом РТ «Об авторском праве и смежных правах» от 13 ноября 1998 года № 726.
Иные редакции Законов Республики Таджикистан — от 01.08.2003 г. № 27, 03.03.2006 г. № 162, 03.12.2009 г. № 573, 31.12.2014 г. № 1172.

## История
Таджикистан долгое время входил в состав Российской империи и в состав СССР — до 9 сентября 1991 года. Соответственно на территории республики действовали законы об авторском праве Российской империи, законы об авторском праве в СССР.
Таджикистан в составе СССР был союзной республикой. Республика выделилась из состава Узбекской ССР 5 декабря 1929 г. В это время на территории СССР действовали «Основы авторского права», которые были утверждены постановлением Центрального Исполнительного Комитета (ЦИК) и Советом Народных Комиссаров (СНК) СССР от 16 мая 1928 г. В Таджикистане применялся закон РСФСР об авторском праве от 8 октября 1928 г. и издательский договор РСФСР от 19 апреля 1929 года. Эти законы действовали в республике до введения Основ гражданского законодательства СССР 1961 года и республиканских гражданских кодексов 1964—1965 годов.
В годы Великой Отечественной войны в стране издавались нормативные акты и постановления, либо дополнявшие, либо дорабатывающие действовавшее законодательство. Такие акты издавались в масштабе СССР и в союзных республиках. Первым таким документом вышедшим в Таджикистане было Постановление СНК «Об упорядочении оплаты переводчиков, работающих в предприятиях и учреждениях» от 30 июля 1941 года. В постановлении описывался перечень литературных и научных произведений и допустимые тиражи для этих произведений — от 5 тысяч экземпляров для учебников ВУЗов до 200 тысяч экземпляров для школьных букварей, в зависимости от потребностей в этой литературе. В Таджикистане в 1944 учебном году насчитывалось 280 тысяч детей школьного возраста. Устанавливались также ставки авторского гонорара 1 авторский лист (40 тысяч знаков). Ставки авторского гонорара были повышены в 3 — 4 раза.
После войны 15 февраля 1946 г. в республике выходило постановление СНК Таджикской ССР 104 «0 расценках за переводы для переводчиков республиканских газет и Радиокомитета.» Расценки за работы повышались в 2 — 3 раза.
21 марта 1963 года принималось принято Постановление Совета Министров Таджикской ССР № 117 «Об авторском гонораре за произведения политической, научной, производственно — технической, учебной и другой литературы (кроме художественной).» В нем вводились ставки за переиздания. Второе и третье издание оплачивалось государством в размере 60 % ставки за первое издание. Затем ставки снижались — для четвертого издания на 40 % (50 %), пятого — на 35 % (40 %), шестого — на 25 % (30 %), а затем возрастали: седьмое — на 20 % и последующие — по 10 %.
1 января 1965 году был принят новый Гражданский кодекс Республики Таджикистан. В нем впервые был введен раздел об авторском праве. В законе был установлен короткий по сравнению с международными стандартами срок охраны авторских прав после смерти автора — всего 15 лет, в то время как в большинстве стран мира он составлял 50 лет. К нарушителям авторских применялась ст. 150 Уголовного Кодекса Таджикской ССР: «Выпуск под своим именем чужого научного, литературного, музыкального или художественного произведения или иное присвоение авторства на такое произведение либо незаконное воспроизведение или распространение такого произведениям, а равно принуждение к соавторству — наказывается лишением свободы на срок до одного года или штрафом до пятисот рублей».
В 1970—1980-х годах принимались постановления об авторских гонорарах. Так в постановлении № 388 от 30 декабря 1988 г. были реализованы предписания «О ставках авторского вознаграждения за публичное исполнение произведений литературы и искусства».
После распада СССР и образования Содружества Независимых Государств, бывшие союзные республики взяли обязательство руководствоваться законами Союза до принятия новых законов. Это положение в Республике Таджикистан закреплялось Постановлением Верховного Совета от 25 декабря 1991 года. Однако Правительство Республики Таджикистан не приняло нормативного акта по этому вопросу и формально действие союзных постановлений по авторским правам не распространялись на территорию РТ.
31 мая 1991 года было принято Постановление Верховного Совета СССР «О введении в действие Основ гражданского законодательства Союза ССР и республик» с разделом «Авторские права». Этот раздел содержал положения, в которых срок действия авторского права устанавливался в 50 лет (ст. 137), что соответствовало международной практике; вводились смежные права (ст. 141), которые действовали в течение 50 лет. Однако Таджикистан, не приняв нормативный акт, остался формально без действующего закона. Это упущение на территории СНГ было устранено после подписания Соглашения о сотрудничестве в области охраны авторского права и смежных прав главами 10 государств (Армении, Беларуси, Казахстана, Кыргызстана, Молдовы, Российской Федерации, Таджикистана, Туркмении, Узбекистана, Украины) 24 сентября 1993 года в Москве.
14 февраля 1994 года Таджикистан вступил в члены Всемирной Организации Интеллектуальной Собственности (ВОИС) и присоединился к ряду международных конвенций и договоров.
После распада Советского Союза Таджикистан, как независимое государство, сформировал свои законы.
13 ноября 1998 года в Таджикистане был принят закон РТ «Об авторском праве и смежных правах» № 726. Закон полностью соответствует требованиям Бернской Конвенции об охране литературных и художественных произведений.
Вопросами охраны авторских прав в Таджикистане занимаются организации USAID, GTZ, CADA и др.

## Содержание
Закон о защите авторского права в Республике Таджикистан регулирует отношения, возникающие в связи с созданием и использованием произведений науки, литературы и искусства (авторское право), фонограмм, исполнений произведений, постановок, передач организаций эфирного или кабельного вещания (смежные права).
Действующим Законом авторское право распространяется на произведения:
- авторы которых являются гражданами Республики Таджикистан или имеют постоянное место жительства на территории Республики Таджикистан;
- впервые опубликованные на территории Республики Таджикистан (включая произведения, в течение 30 дней после даты первого опубликования в другом государстве, впервые опубликованные в Республике Таджикистан) либо неопубликованные, но находящиеся в объективной форме на территории Республики Таджикистан, независимо от гражданства или постоянного места жительства их авторов; (В редакции Закона РТ № 27 от 1.08.03 г.)

Авторское право в Таджикистане действует в течение всей жизни автора, переходит по наследству и действует в течение пятидесяти лет после смерти автора. При этом право авторства, право на имя и право на защиту репутации автора охраняются бессрочно.
Авторское право на произведение, созданное в соавторстве, действует в течение всей жизни авторов и еще пятьдесят лет после смерти автора, пережившего других соавторов. Авторское право на произведение, опубликованное анонимно или под псевдонимом, действует в течение пятидесяти лет после его опубликования. Произведения, перешедшие в государственную собственность, могут свободно использоваться в республике любым лицом без выплаты авторского вознаграждения.

## Исключения
Без согласия автора или иного обладателя авторских прав и без выплаты авторского вознаграждения, но с обязательным указанием имени автора, допускается использование авторского произведения, которое используется у источника заимствования:
- цитирование в оригинале и в переводе в научных, исследовательских, полемических, критических и информационных целях из правомерно опубликованных произведений в объеме, оправданном целью цитирования, включая воспроизведение отрывков из газетных и журнальных статей в форме обзоров печати;
- использование правомерно опубликованных произведений и отрывков из них в качестве иллюстраций в изданиях, в радио- и телепередачах, звуко- и видеозаписях учебного характера в объеме, оправданном поставленной целью;
- воспроизведение в процессе, передача в эфир или сообщение по кабелю для всеобщего сведения правомерно опубликованных в газетах или журналах статей по текущим экономическим, политическим и религиозным вопросам или переданных в эфир произведений такого же характера в случаях, когда такое воспроизведение, передача в эфир или сообщение по кабелю не были специально запрещены автором;
- воспроизведение в процессе, передача в эфир или сообщение по кабелю для всеобщего сведения публично произнесенных речей, обращений, докладов и других аналогичных произведений в объеме, оправданном информационной целью. При этом за автором сохраняется право на опубликование таких произведений в сборниках;
- воспроизведение или сообщение для всеобщего сведения в обзорах текущих событий средствами фотографии, путём передачи в эфир или сообщение для всеобщего сведения по кабелю произведений, которые становятся увиденными или услышанными в ходе таких событий, в объеме, оправданном информационной целью. При этом за автором сохраняется право на опубликование таких произведений в сборниках.